# Grevillea buxifolia
Grevillea buxifolia (conocida en su lugar de origen como "grey spider flower") es una especie perteneciente a la familia Proteaceae. Crecen en la costa de Nueva Gales del Sur, Australia. Es ampliamente cultivado y contiene numerosas especies de cultivo. Estas varían en su presentación y el colorido de sus flores. 

## Descripción
La especie forma un corto arbusto 100-140 cm de altura. Las numerosas ramas se cubren de una pelusa rojiza o marrón y numerosas hojas. Las flores son terminales de color amarillo o blanco con pétalos colgantes en forma de estrella. Aparecen en noviembre.
Las flores son solitarias, erectas en umbelas. Las hojas son elípticas, venosas y verde oscuro es su parte superior.

## Taxonomía
Fue descubierta en 1793 por James Edward Smith y publicado en A Specimen of the Botany of New Holland 29, t. 10, en el año 1794, quien le dio a la nueva planta el nombre de Embothrium buxifolium. Fue descrito y  publicado en  Transactions of the Linnean Society of London 10: 174, en el año 1810 por el botánico Robert Brown.
Etimología
Grevillea, el nombre del género fue nombrado en honor de Charles Francis Greville, cofundador de la Real Sociedad de Horticultura.
buxifolia, epíteto derivado del latíno que significa "con las hojas de Buxus"
Sinonimia
- Embothrium buxifolium Sm. basónimo[1]